# NGC 5906
NGC 5906 — часть галактики в созвездии Дракон.
Этот объект входит в число перечисленных в оригинальной редакции «Нового общего каталога».